# نایس مایسن
نایس مایسن (به انگلیسی: Nace Majcen) (زادهٔ ۱۲ ژوئیهٔ ۱۹۶۸) شناگر اهل اسلوونی است.